# Lettország a 2004. évi nyári olimpiai játékokon
Lettország a görögországi Athénban megrendezett 2004. évi nyári olimpiai játékok egyik részt vevő nemzete volt. Az országot az olimpián 11 sportágban 32 sportoló képviselte, akik összesen 4 érmet szereztek.

## Érmesek
| Érem  | Versenyző            | Sportág    | Versenyszám         |
| ----- | -------------------- | ---------- | ------------------- |
| Ezüst | Vadims Vasiļevskis   | Atlétika   | Férfi gerelyhajítás |
| Ezüst | Jeļena Rubļevska     | Öttusa     | Női egyéni          |
| Ezüst | Viktors Ščerbatihs   | Súlyemelés | Férfi +105 kg       |
| Ezüst | Jevgēņijs Saproņenko | Torna      | Férfi ugrás         |

## Atlétika
Férfi

| Versenyző          | Versenyszám     | Előfutam | Előfutam | Előfutam | Negyeddöntő | Negyeddöntő | Negyeddöntő | Elődöntő | Elődöntő | Elődöntő | Döntő   | Döntő    |
| Versenyző          | Versenyszám     | Idő      | Hely.    | Össz.    | Idő         | Hely.       | Össz.       | Idő      | Hely.    | Össz.    | Idő     | Helyezés |
| ------------------ | --------------- | -------- | -------- | -------- | ----------- | ----------- | ----------- | -------- | -------- | -------- | ------- | -------- |
| Dmitrijs Miļkēvičs | 800 m           | 1:46,66  | 1.*      | 26.**    |             |             |             | 1:46,62  | 6.       | 14.      | kiesett | kiesett  |
| Staņislavs Olijars | 110 m gát       | 13,27    | 2.       | 3.*      | 13,26       | 1.          | 2.*         | 13,20    | 3.       | 5.       | 13,21   | 5.       |
| Aigars Fadejevs    | 20 km gyaloglás |          |          |          |             |             |             |          |          |          | 1:22:08 | 9.       |
| Aigars Fadejevs    | 50 km gyaloglás |          |          |          |             |             |             |          |          |          | 3:52:52 | 11.      |
| Modris Liepiņš     | 50 km gyaloglás |          |          |          |             |             |             |          |          |          | 4:04:26 | 25.      |

| Versenyző          | Versenyszám   | Selejtező | Selejtező | Döntő    | Döntő    |
| Versenyző          | Versenyszám   | Eredmény  | Helyezés  | Eredmény | Helyezés |
| ------------------ | ------------- | --------- | --------- | -------- | -------- |
| Voldemārs Lūsis    | Gerelyhajítás | 79,27 m   | 17.       | kiesett  | kiesett  |
| Ēriks Rags         | Gerelyhajítás | 80,84 m   | 11.       | 83,14 m  | 7.       |
| Vadims Vasiļevskis | Gerelyhajítás | 84,43 m   | 3.        | 84,95 m  |          |

| Versenyző       | Versenyszám | 100 m | 100 m | Távolugrás | Távolugrás | Súlylökés | Súlylökés | Magasugrás | Magasugrás | 400 m | 400 m | 110 m gát | 110 m gát | Diszkoszvetés | Diszkoszvetés | Rúdugrás | Rúdugrás | Gerelyhajítás | Gerelyhajítás | 1500 m  | 1500 m | Végeredmény | Végeredmény |
| Versenyző       | Versenyszám | Idő   | Pont  | Eredmény   | Pont       | Eredmény  | Pont      | Eredmény   | Pont       | Idő   | Pont  | Idő       | Pont      | Eredmény      | Pont          | Eredmény | Pont     | Eredmény      | Pont          | Idő     | Pont   | Pont        | Helyezés    |
| --------------- | ----------- | ----- | ----- | ---------- | ---------- | --------- | --------- | ---------- | ---------- | ----- | ----- | --------- | --------- | ------------- | ------------- | -------- | -------- | ------------- | ------------- | ------- | ------ | ----------- | ----------- |
| Jānis Karlivāns | Tízpróba    | 11,33 | 789   | 726 cm     | 876        | 13,30 m   | 686       | 197 cm     | 776        | 50,54 | 790   | 14,98     | 852       | 43,34 m       | 733           | 450 cm   | 760      | 52,92 m       | 632           | 4:38,67 | 689    | 7583        | 25.         |

Női

| Versenyző                 | Versenyszám     | Előfutam | Előfutam | Előfutam | Elődöntő | Elődöntő | Elődöntő | Döntő    | Döntő    |
| Versenyző                 | Versenyszám     | Idő      | Hely.    | Össz.    | Idő      | Hely.    | Össz.    | Idő      | Helyezés |
| ------------------------- | --------------- | -------- | -------- | -------- | -------- | -------- | -------- | -------- | -------- |
| Jeļena Čelnova-Prokopčuka | 10 000 m        |          |          |          |          |          |          | 31:04,10 | 7.       |
| Ieva Zunda                | 400 m gát       | 56,21    | 4.       | 23.      | kiesett  | kiesett  | kiesett  | kiesett  | kiesett  |
| Anita Liepiņa             | 20 km gyaloglás |          |          |          |          |          |          | 1:39:54  | 45.      |

| Versenyző          | Versenyszám   | Selejtező | Selejtező | Döntő    | Döntő    |
| Versenyző          | Versenyszám   | Eredmény  | Helyezés  | Eredmény | Helyezés |
| ------------------ | ------------- | --------- | --------- | -------- | -------- |
| Valentīna Gotovska | Távolugrás    | 641 cm    | 23.       | kiesett  | kiesett  |
| Ineta Radēviča     | Távolugrás    | 653 cm    | 12.       | kiesett  | kiesett  |
| Ineta Radēviča     | Hármasugrás   | 14,12 m   | 20.       | kiesett  | kiesett  |
| Dace Ruskule       | Diszkoszvetés | 57,43 m   | 28.       | kiesett  | kiesett  |
| Ilze Gribule       | Gerelyhajítás | 54,92 m   | 34.       | kiesett  | kiesett  |

* - egy másik versenyzővel azonos időt ért el

** - két másik versenyzővel azonos időt ért el

## Birkózás

### Férfi
Kötöttfogású

| Versenyző     | Versenyszám | Csoportkör                                                          | Csoportkör | Negyeddöntő       | Elődöntő          | Bronz- mérkőzés   | Döntő             | Helyezés |
| Versenyző     | Versenyszám | Ellenfél Eredmény                                                   | Hely.      | Ellenfél Eredmény | Ellenfél Eredmény | Ellenfél Eredmény | Ellenfél Eredmény | Helyezés |
| ------------- | ----------- | ------------------------------------------------------------------- | ---------- | ----------------- | ----------------- | ----------------- | ----------------- | -------- |
| Igors Kostins | 96 kg       | E csoport · Mehmet Özal (TUR) · 0-4 · Aleksey Cheglakov (UZB) · 2-3 | 3.         | kiesett           | kiesett           | kiesett           | kiesett           | 17.      |

## Cselgáncs
Férfi

| Versenyző          | Versenyszám | Selejtező         | 32-es főtábla                        | Nyolcaddöntő      | Negyeddöntő       | Elődöntő          | Vigaszág első kör | Vigaszág negyeddöntő | Vigaszág elődöntő | Bronz- mérkőzés   | Döntő             | Helyezés    |
| Versenyző          | Versenyszám | Ellenfél Eredmény | Ellenfél Eredmény                    | Ellenfél Eredmény | Ellenfél Eredmény | Ellenfél Eredmény | Ellenfél Eredmény | Ellenfél Eredmény    | Ellenfél Eredmény | Ellenfél Eredmény | Ellenfél Eredmény | Helyezés    |
| ------------------ | ----------- | ----------------- | ------------------------------------ | ----------------- | ----------------- | ----------------- | ----------------- | -------------------- | ----------------- | ----------------- | ----------------- | ----------- |
| Vselovods Zeļonijs | Könnyűsúly  |                   | Damdiní Szüldbajar (MGL) · 0011-1110 | kiesett           | kiesett           | kiesett           |                   |                      |                   |                   |                   | helyezetlen |

## Kajak-kenu

### Síkvízi
Férfi

| Versenyző          | Versenyszám       | Előfutam | Előfutam | Előfutam | Elődöntő | Elődöntő | Elődöntő | Döntő    | Döntő    |
| Versenyző          | Versenyszám       | Idő      | Hely.    | Össz.    | Idő      | Hely.    | Össz.    | Idő      | Helyezés |
| ------------------ | ----------------- | -------- | -------- | -------- | -------- | -------- | -------- | -------- | -------- |
| Dagnis Vinogradovs | Kenu egyes 500 m  | 1:50,776 | 2.       | 9.       | 1:52,511 | 5.       | 8.       | kiesett  | kiesett  |
| Dagnis Vinogradovs | Kenu egyes 1000 m | 3:57,070 | 4.       | 10.      | 3:53,656 | 3.       | 5.       | 3:53,537 | 6.       |

## Kerékpározás

### Országúti kerékpározás
Férfi

| Versenyző         | Versenyszám   | Idő             | Helyezés      |
| ----------------- | ------------- | --------------- | ------------- |
| Andris Naudužs    | Mezőnyverseny | nem ért célba   | nem ért célba |
| Romāns Vainšteins | Mezőnyverseny | 5:43:03 (+1:19) | 42.           |

## Öttusa
| Versenyző         | Versenyszám | Lövészet | Lövészet | Lövészet | Vívás    | Vívás | Vívás | Úszás   | Úszás | Úszás | Lovaglás | Lovaglás | Lovaglás | Lovaglás | Futás    | Futás | Futás | Összesen    | Összesen |
| Versenyző         | Versenyszám | Pontszám | Pont     | Hely.    | Eredmény | Pont  | Hely. | Idő     | Pont  | Hely. | Idő      | Hibapont | Pont     | Hely.    | Idő      | Pont  | Hely. | Összes pont | Helyezés |
| ----------------- | ----------- | -------- | -------- | -------- | -------- | ----- | ----- | ------- | ----- | ----- | -------- | -------- | -------- | -------- | -------- | ----- | ----- | ----------- | -------- |
| Deniss Čerkovskis | Férfi       | 180      | 1096     | 11.      | 19-12    | 916   | 2.*   | 2:09,00 | 1252  | 17.   | 1:12,72  | 196      | 1004     | 23.      | 9:38,77  | 1088  | 3.    | 5356        | 4.       |
| Jeļena Rubļevska  | Női         | 171      | 988      | 15.      | 23-8     | 1028  | 1.    | 2:26,96 | 1160  | 21.   | 1:11,04  | 84       | 1116     | 14.      | 10:58,00 | 1088  | 4.    | 5380        |          |

* - három másik versenyzővel azonos eredményt ért el

## Sportlövészet
Férfi

| Versenyző         | Versenyszám          | Selejtező | Selejtező | Döntő   | Döntő    |
| Versenyző         | Versenyszám          | Pont      | Helyezés  | Pont    | Helyezés |
| ----------------- | -------------------- | --------- | --------- | ------- | -------- |
| Afanasijs Kuzmins | Gyorstüzelő pisztoly | 574       | 14.       | kiesett | kiesett  |

## Súlyemelés
Férfi

| Versenyző          | Versenyszám | Szakítás | Szakítás | Lökés    | Lökés    | Összesen | Helyezés |
| Versenyző          | Versenyszám | Eredmény | Helyezés | Eredmény | Helyezés | Összesen | Helyezés |
| ------------------ | ----------- | -------- | -------- | -------- | -------- | -------- | -------- |
| Viktors Ščerbatihs | +105 kg     | 205,0    | 3.       | 250,0    | 2.       | 455,0    |          |

## Torna
Férfi

| Versenyző            | Versenyszám      | Selejtező | Selejtező | Döntő    | Döntő    |
| Versenyző            | Versenyszám      | Pontszám  | Helyezés  | Pontszám | Helyezés |
| -------------------- | ---------------- | --------- | --------- | -------- | -------- |
| Jevgēņijs Saproņenko | Talaj            | 9,637     | 20.       | kiesett  | kiesett  |
| Jevgēņijs Saproņenko | Ugrás            | 9,706     | 3.        | 9,706    |          |
| Jevgēņijs Saproņenko | Egyéni összetett | 19,287    | 92.       | kiesett  | kiesett  |
| Igors Vihrovs        | Talaj            | 9,662     | 15.       | kiesett  | kiesett  |
| Igors Vihrovs        | Ugrás            | 9,362     | 13.       | kiesett  | kiesett  |
| Igors Vihrovs        | Korlát           | 9,287     | 52.       | kiesett  | kiesett  |
| Igors Vihrovs        | Nyújtó           | 9,362     | 47.       | kiesett  | kiesett  |
| Igors Vihrovs        | Gyűrű            | 9,225     | 57.       | kiesett  | kiesett  |
| Igors Vihrovs        | Lólengés         | 9,462     | 33.       | kiesett  | kiesett  |
| Igors Vihrovs        | Egyéni összetett | 56,423    | 17.       | 55,873   | 18.      |

## Úszás
Férfi

| Versenyző           | Versenyszám    | Előfutam | Előfutam | Előfutam | Elődöntő | Elődöntő | Elődöntő | Döntő   | Döntő    |
| Versenyző           | Versenyszám    | Idő      | Hely.    | Össz.    | Idő      | Hely.    | Össz.    | Idő     | Helyezés |
| ------------------- | -------------- | -------- | -------- | -------- | -------- | -------- | -------- | ------- | -------- |
| Romāns Miloslavskis | 100 m gyors    | 50,94    | 1.       | 35.      | kiesett  | kiesett  | kiesett  | kiesett | kiesett  |
| Romāns Miloslavskis | 200 m gyors    | 1:50,83  | 3.       | 23.      | kiesett  | kiesett  | kiesett  | kiesett | kiesett  |
| Pāvels Murāns       | 100 m mell     | 1:06,45  | 5.       | 51.      | kiesett  | kiesett  | kiesett  | kiesett | kiesett  |
| Andrejs Dūda        | 100 m pillangó | 56,81    | 8.       | 53.      | kiesett  | kiesett  | kiesett  | kiesett | kiesett  |
| Guntars Deičmans    | 200 m vegyes   | 2:03,68  | 5.       | 25.      | kiesett  | kiesett  | kiesett  | kiesett | kiesett  |
| Guntars Deičmans    | 400 m vegyes   | 4:29,17  | 7.       | 30.      |          |          |          | kiesett | kiesett  |

Női

| Versenyző      | Versenyszám | Előfutam | Előfutam | Előfutam | Elődöntő | Elődöntő | Elődöntő | Döntő   | Döntő    |
| Versenyző      | Versenyszám | Idő      | Hely.    | Össz.    | Idő      | Hely.    | Össz.    | Idő     | Helyezés |
| -------------- | ----------- | -------- | -------- | -------- | -------- | -------- | -------- | ------- | -------- |
| Agnese Ozoliņa | 100 m gyors | 59,03    | 4.       | 43.      | kiesett  | kiesett  | kiesett  | kiesett | kiesett  |

## Vitorlázás
Női

| Versenyző   | Versenyszám     | Futam | Futam | Futam | Futam | Futam | Futam | Futam | Futam | Futam | Futam | Futam | Pontszám | Helyezés |
| Versenyző   | Versenyszám     | 1     | 2     | 3     | 4     | 5     | 6     | 7     | 8     | 9     | 10    | 11    | Pontszám | Helyezés |
| ----------- | --------------- | ----- | ----- | ----- | ----- | ----- | ----- | ----- | ----- | ----- | ----- | ----- | -------- | -------- |
| Vita Matīse | Szörfvitorlázás | 22    | 21    | 20    | 21    | 20    | 21    | 23    | 20    | 10    | 19    | 19    | 193      | 20.      |